# Gyula Bíró
Gyula Bíró (ur. 10 maja 1890 w Budapeszcie, zm. 23 stycznia 1961 w Meksyku) – węgierski piłkarz i trener.

## Kariera piłkarska

### Kariera klubowa
Wychowanek MTK Budapeszt, z którym trzykrotnie został mistrzem Węgier (1907/08, 1913/14, 1916/17) oraz czterokrotnie wywalczył puchar kraju (1909/10, 1910/11, 1911/12, 1913/14). W czasach juniorskich początkowo grał na pozycji bramkarza (1902–1903), następnie prawoskrzydłowego, później obrońcy i pomocnika. Według Andrew Handlera miał wyjątkowo dobrą wytrzymałość i cieszył się znakomitą wiedzą techniczną. Jego jedyną słabością była szybkość. Karierę zawodniczą zakończył w wieku 26 lat.

### Kariera reprezentacyjna
W seniorskiej reprezentacji Węgier zadebiutował mając 16 lat. W barwach narodowych występował do 4 czerwca 1916, rozegrał w tym czasie 36 meczów i strzelił trzy gole – dwa w spotkaniach z Austrią i jednego w pojedynku ze Szwajcarią. W 1912 r. brał udział w igrzyskach olimpijskich w Sztokholmie – w turnieju piłkarskim wystąpił w trzech meczach.

## Kariera trenerska
Po zakończeniu kariery piłkarskiej został trenerem. Początkowo pracował w klubach niemieckich. Od 1922 r. do sierpnia 1923 r. był szkoleniowcem Makkabi Kraków. Następnie powrócił do Budapesztu i na początku 1924 r. przez dwa miesiące pracował w 33 FC, zaś w marcu 1924 r. wybrano go trenerem reprezentacji Polski (funkcję kapitana związkowego pełnił wówczas Adam Obrubański). Był nim w dwóch oficjalnych meczach – przegranym 5:1 spotkaniu ze Szwecją oraz zakończonym porażką 0:5 pojedynku igrzysk olimpijskich w Paryżu z Węgrami. W czerwcu 1924 r. został szkoleniowcem Warty Poznań, którą prowadził do jesieni 1925 r. Następnie pracował m.in. w klubach z Niemiec, Rumunii, Austrii, Szwecji, Francji, Szwajcarii i Meksyku.

## Życie prywatne
Z wykształcenia był inżynierem. Ze względu na swoje żydowskie pochodzenie, w 1937 r. w obawie przed coraz bardziej prawdopodobną II wojną światową wyemigrował do Meksyku. W czasach pracy w Niemczech był znany jako Julius Biro, a gdy osiadał w Meksyku – jako Julio Biro.